# Dan (Einheit)
Dan (chinesisch 石, Pinyin dàn, Jyutping daam3) war ein chinesisches Hohl- und Getreidemaß und auch ein mongolisches Volumenmaß. In älteren chinesischen Texten wird das Wort auch Shí ausgesprochen bzw. gelesen.
China
Ein Dan entspricht zehn Dǒu 斗 (Scheffel); ein Dǒu entspricht zehn Shēng 升; ein Shēng entspricht zehn Gě 合; ein Gě entspricht zehn Sháo 勺 (Löffel).
- früher: 1 Dan = 12.070 Pariser Kubikzoll = 239 3/25 Liter
- heute: 1 Dan = 1 Hektoliter[3]

Mongolei
- 1 Dan = 165 Liter[4]